# دهستان تیرجرد
تیرجرد، دهستانی از توابع بخش مرکزی شهرستان ابرکوه در استان یزد ایران است.

## جمعیت
براساس سرشماری سال ۱۳۸۵ جمعیت آن ۵٬۵۱۳ نفر (۱٬۴۷۴ خانوار) بوده‌است.